# Oenothera tetraptera
Oenothera tetraptera é uma espécie de planta com flor pertencente à família Onagraceae. 
A autoridade científica da espécie é Antonio José Cavanilles (Valença, 16 de janeiro de 1745 — Madri, 5 de maio de 1804), botânico, naturalista e geólogo espanhol (Cav.,), tendo sido publicada em Icones et Descriptiones Plantarum 3: 40–41, pl. 279. 1796.

## Portugal
Trata-se de uma espécie presente no território português, nomeadamente no Arquipélago dos Açores e no Arquipélago da Madeira.
Em termos de naturalidade é introduzida nas duas regiões atrás referidas.

## Protecção
Não se encontra protegida por legislação portuguesa ou da Comunidade Europeia.